# Máscara de Agamémnon

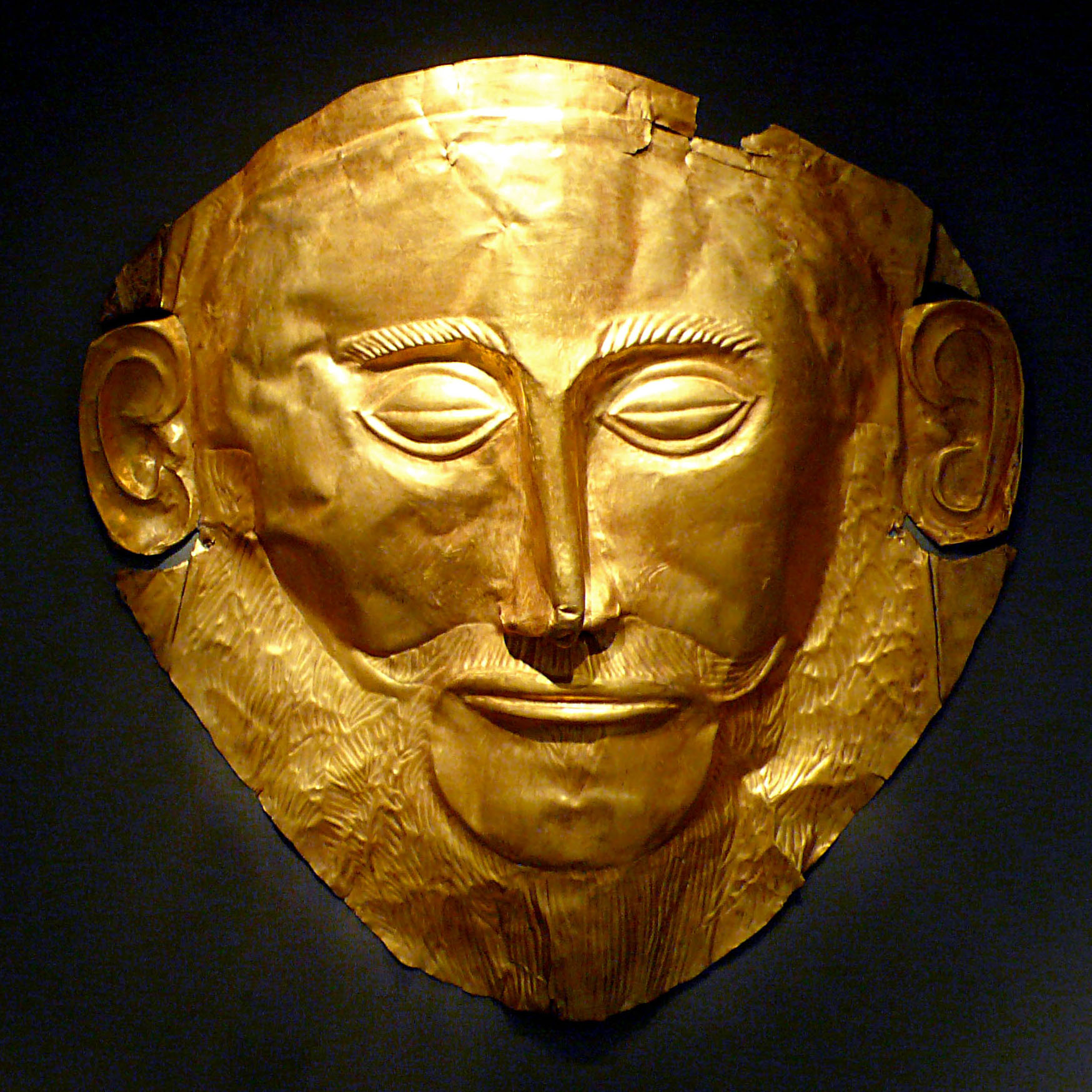
A Máscara de Agamemnon

A Máscara de Agamemnon é uma máscara funerária de ouro que foi descoberta no sítio da Idade do Bronze de Micenas no sul da Grécia. A máscara, exibida atualmente no Museu Arqueológico Nacional de Atenas, foi descrita pela historiadora Cathy Gere como a "Mona Lisa da pré-história".
O arqueólogo alemão Heinrich Schliemann, que descobriu o artefato em 1876, acreditava ter encontrado o corpo do rei micênico Agamemnon, líder dos aqueus no épico grego antigo da Guerra de Troia, a Ilíada. Pesquisas arqueológicas modernas sugerem que a máscara data de cerca do século XVI a.C., antecedendo o período da mítica Guerra de Troia em 300–400 anos.

## Descoberta
Schliemann encontrou a máscara funerária de ouro em 1876, em uma sepultura em poço designada como Tumba V, no sítio Círculo de Tumbas A, Micenas. Um total de oito homens foram descobertos nesse sítio, todos com armas em suas sepulturas, mas apenas cinco tinham máscaras; essas estavam nas Tumbas IV e V.

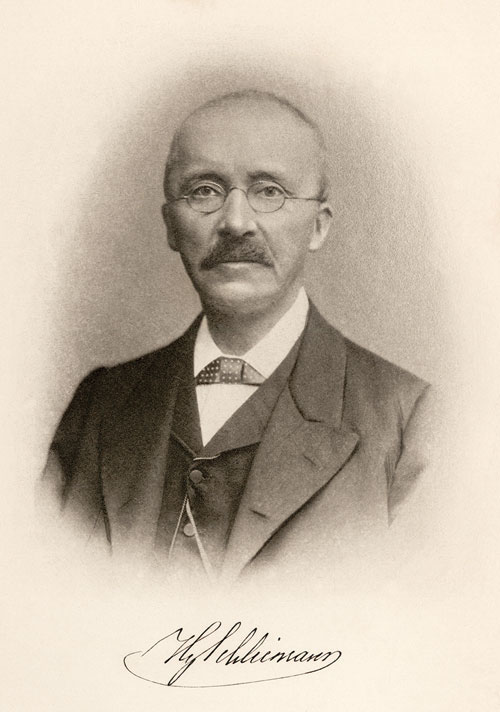
Retrato de Heinrich Schliemann

As quantidades de ouro e os artefatos cuidadosamente trabalhados indicam honra, riqueza e status. A Máscara de Agamemnon foi nomeada por Schliemann em homenagem ao lendário rei grego Agamemnon da Ilíada de Homero. Schliemann considerou isso como evidência de que a Guerra de Troia foi um evento histórico real.
A Máscara de Agamemnon foi criada a partir de uma única folha espessa de ouro, aquecida e martelada contra um fundo de madeira, com os detalhes rebatidos posteriormente com uma ferramenta afiada. Após suas descobertas no local, Schliemann notificou o Rei Jorge I da Grécia. Supostamente, ele teria dito ao rei por telégrafo: "Contemplei o rosto de Agamemnon". Schliemann mais tarde nomeou seu filho em homenagem ao rei lendário. Perto do fim de sua vida, o arqueólogo aceitou dúvidas quanto ao verdadeiro dono da máscara e é citado dizendo: "Então este não é Agamemnon ... estes não são seus ornamentos? Tudo bem, vamos chamá-lo de Schulze."

## Autenticidade

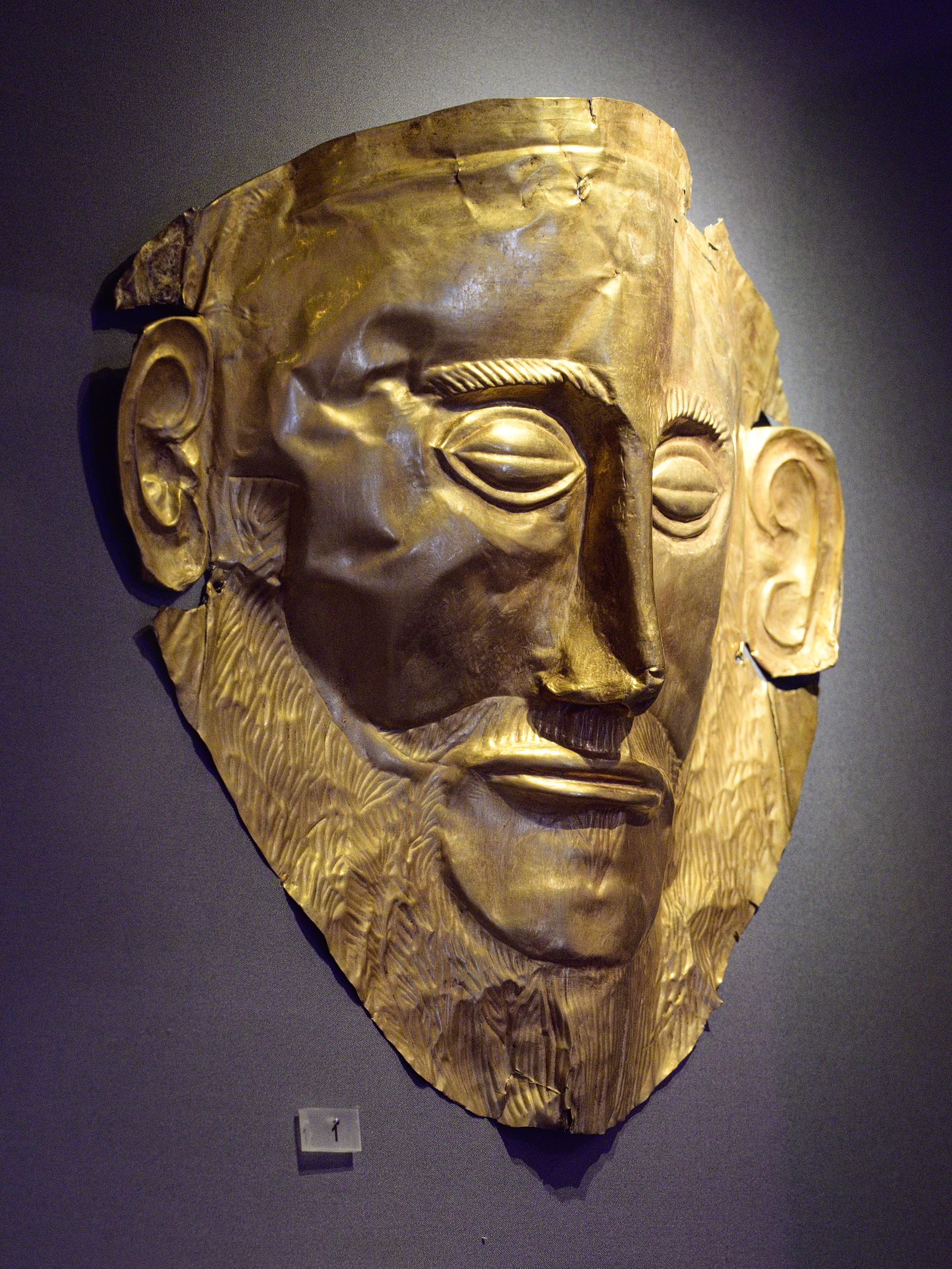
A máscara no museu

Na segunda metade do século XX e início do século XXI, a autenticidade da máscara foi formalmente questionada, principalmente por William Calder III e David Traill. A revista Archaeology publicou uma série de artigos apresentando ambos os lados do debate. Na época da escavação das sepulturas em poço, a Sociedade Arqueológica Grega passou a supervisionar o trabalho de Schliemann (após os problemas em Troia), enviando Panagiotis Stamatakis como éforo, ou diretor da escavação, que monitorou de perto Schliemann.
Os defensores da hipótese de fraude baseiam seu argumento na reputação de Schliemann por "salgar" escavações com artefatos de outros locais. Alegam que o engenhoso Schliemann poderia ter mandado fabricar a máscara com base geral nas outras máscaras micênicas e encontrado uma oportunidade para colocá-la na escavação.
Os defensores da autenticidade apontam que a escavação foi encerrada nos dias 26-27 de novembro por causa do feriado de domingo e da chuva. Ela só foi autorizada a reabrir quando Stamatakis providenciou testemunhas credíveis. As três outras máscaras só foram descobertas no dia 28. A Máscara de Agamemnon foi encontrada no dia 30.
Uma segunda crítica se baseia no estilo. A Máscara de Agamemnon difere de três das outras máscaras em vários aspectos: é tridimensional em vez de plana, um dos pelos faciais é recortado em vez de gravado, as orelhas são recortadas, os olhos são representados como abertos e fechados ao mesmo tempo, com pálpebras abertas, mas uma linha de pálpebras fechadas no centro; o rosto, único entre as representações faciais na arte micênica, tem uma barba pontiaguda completa com bigode em estilo "handlebar" (com as pontas para cima), a boca é bem definida (em comparação com as máscaras planas), as sobrancelhas são formadas por dois arcos em vez de um.
Os defensores da autenticidade apresentaram argumentos anteriores de que o formato do lábio, a barba triangular e os detalhes da barba são quase idênticos à juba e aos cachos da cabeça de leão dourada do ritão encontrado na Tumba IV. Alegam que a duplicidade de Schliemann foi muito exagerada e que os críticos estavam conduzindo uma vendeta.
Pesquisas arqueológicas modernas sugerem que a máscara é genuína, mas antecede o período da Guerra de Troia em 300-400 anos. Outros datam o conteúdo da descoberta ainda mais cedo, aproximadamente em 2500 a.C.